# 北苑街道 (潍坊市)
北苑街道，是中华人民共和国山東省潍坊市奎文区下辖的一个乡镇级行政单位。

## 行政区划
北苑街道下辖以下地区：
卧龙社区、鸢飞路北社区、北宫桥社区、沙窝社区、则尔庄社区、丁家社区、金都社区和三娘庙村。